# Gaël Bourmaud
Pour les articles homonymes, voir Bourmaud.
 (octobre 2021).
La mise en forme du texte ne suit pas les recommandations de Wikipédia : il faut le « wikifier ».
Les points d'amélioration suivants sont les cas les plus fréquents :
- Les titres sont pré-formatés par le logiciel. Ils ne sont ni en capitales, ni en gras.
- Le texte ne doit pas être écrit en capitales (les noms de famille non plus), ni en gras, ni en italique, ni en « petit »…
- Le gras n'est utilisé que pour surligner le titre de l'article dans l'introduction, une seule fois.
- L'italique est rarement utilisé : mots en langue étrangère, titres d'œuvres, noms de bateaux, etc.
- Les citations ne sont pas en italique mais en corps de texte normal. Elles sont entourées par des guillemets français : « et ».
- Les listes à puces sont à éviter, des paragraphes rédigés étant largement préférés. Les tableaux sont à réserver à la présentation de données structurées (résultats, etc.).
- Les appels de note de bas de page (petits chiffres en exposant, introduits par l'outil «  Source ») sont à placer entre la fin de phrase et le point final[comme ça].
- Les liens internes (vers d'autres articles de Wikipédia) sont à choisir avec parcimonie. Créez des liens vers des articles approfondissant le sujet. Les termes génériques sans rapport avec le sujet sont à éviter, ainsi que les répétitions de liens vers un même terme.
- Les liens externes sont à placer uniquement dans une section « Liens externes », à la fin de l'article. Ces liens sont à choisir avec parcimonie suivant les règles définies. Si un lien sert de source à l'article, son insertion dans le texte est à faire par les notes de bas de page.
- La présentation des références doit suivre les conventions bibliographiques. Il est recommandé d'utiliser les modèles {{Ouvrage}}, {{Chapitre}}, {{Article}}, {{Lien web}} et/ou {{Bibliographie}}. Le mode d'édition visuel peut mettre en forme automatiquement les références.
- Insérer une infobox (cadre d'informations à droite) n'est pas obligatoire pour parachever la mise en page.

Pour une aide détaillée, merci de consulter Aide:Wikification.
Si vous pensez que ces points ont été résolus, vous pouvez retirer ce bandeau et améliorer la mise en forme d'un autre article.
 (octobre 2021).
Gaël Bourmaud est un artiste contemporain français, né le 18 mars 1975 à L'Isle Adam.

## Biographie
« Cela fait vingt ans que Gaël Bourmaud a livré bataille aux formes stables de la géométrie ».
Vivant à proximité d’Auvers-sur-Oise qui doit sa renommée aux peintres impressionnistes et paysagistes, Gaël Bourmaud a découvert dès son plus jeune âge Vincent Van Gogh. L’intérêt de Gaël Bourmaud pour la peinture hollandaise le conduit dans un premier temps aux Pays-Bas en 1985 où il découvre le groupe De Stjil (mouvement artistique des Pays-Bas). Il est dès lors attiré par l’art géométrique, forme d’art abstrait basé sur l’utilisation de formes géométriques parfois, placées dans un espace non-illusionniste et combinées dans des compositions non objectives. Sa rencontre avec André François en 1991, peintre et affichiste d’origine hongroise habitant le même village que lui, l’oriente vers la peinture.   
À partir de 1996, il étudie les arts plastiques à l’Université Paris 8. Son professeur, le peintre et sculpteur japonais Satoru Sato, « militant de l’art abstrait » selon son éditeur F.V.W., l’initie à la sculpture monumentale et environnementale. Satoru Sato le sélectionne en 1998 pour le salon Grands et Jeunes d’Aujourd’hui, dans la section Géométrie et Art Minimal. Il y montre pour la première fois son travail sur le « hors-cadre », que plus tard, dans une exigeante monographie sortie en 2020 (IN/OUT, éditions F.V.W.), il justifiera : « l’œuvre en elle-même n’as pas d’importance, elle est seulement le moyen de briser l’espace qui l’entoure ».
Après avoir obtenu sa licence en arts plastiques à Paris 8, il séjourne en 1999 à Granada (Espagne), où il étudie l’art mozarabe qui a une capacité, selon Domitille d’Orgeval, à briser et à pénétrer l’espace environnant, ce dont ses œuvres jusqu’aujourd’hui nous parlent. Ce travail lui permet d’approfondir ses connaissances sur la géométrie et son rapport à l’espace. Le palais de l’Alhambra en est le plus bel exemple et est donc une source pour son travail ultérieur. En 2000, diplômé des Beaux-Arts de Granada, il revient en France et se consacre exclusivement à son travail pictural.
Il retrouve Satoru Sato, qui le présente à Carmelo Arden Quin, artiste et poète uruguayen, cofondateur en 1946 à Buenos-Aires du mouvement Madi, et à Bolivar, également d’origine uruguayenne, autre moteur du mouvement Madi.
Il devient proche de ces deux artistes et lui font découvrir le mouvement. Cette même année, en 2000, Gaël Bourmaud fait la connaissance d’autres références majeures de l’art construit et de l’art cinétique : Luis Tomasello, Carlos Cruz Diez, Horacio Garcia Rossi, Dario Perez Flores, etc. Sa première exposition avec MADI date de 2003, lors de la présentation de la collection au Museo de Arte Contemporaneo Latino Americano, La Plata, en Argentine. La même année, Gaël Bourmaud décide de résider à La Plata, ville carrée afin d'approfondir ses recherches sur cette forme mère de son travail. Celles-ci lui permettent d’envisager de passer outre au tableau en tant qu’œuvre, afin de travailler dans l’espace, sans limite de médium. Cela préfigure les travaux « glissements » ou l’extérieur fait partie intégrante de l’œuvre. Ses réflexions détruisent les limites physiques de l’espace.  
Il séjourne à plusieurs reprises en Argentine. Il s’installe en 2005 à Buenos Aires. Il y fait la connaissance d’autres intervenants historiques de l’art MADI : Martin Blaszko et Gyula Kosice. Jusqu’en 2009, il vit et travaille entre Buenos Aires et la France. Depuis 2010, Gaël Bourmaud travaille dans son atelier de la région parisienne.
En octobre 2020, sort la première monographie de Gaël Bourmaud IN/OUT, aux éditions F.V.W., accompagnée d’un appareil critique et de réflexions par la critique d‘art Domitille d’Orgeval (contributions Bruno Leleu).

## Expositions individuelles
- 2002 : Casa de Porras, Granada, Espagne
- 2004 : Galerie Olivier Nouvellet, Paris
- 2007 : Galerie Orion-Centre d’Art Géométrique MADI, Paris
- 2009 : Treffpunkt kunst, Museum Haus Ludwig, Saarlouis, Allemagne
- 2011 : Galeria RO, Buenos Aires
- 2012 : Galleria Marelia, Bergamo, Italie
- 2012 : Galerie Olivier Harlingue, Buc, Versailles, France
- 2015 : Galerie Olivier Nouvellet, Paris
- 2015 : Galerie Aller simple, Longjumeau, France
- 2015 : Galerie Olivier Nouvellet, Paris
- 2015 : Galerie Flux, Budapest
- 2015 : Galerie Akié Arichi, Paris
- 2016 : Hors cadre, Galerie Wagner, Le Touquet, France
- 2018 : Centrum voor Construtivisme en Concrete Kunst, Bornem, Antwerpen, Belgique
- 2019 : Galerie Aller Simple, Longjumeau, France
- 2021 : Galerie Olivier Nouvellet, Paris
- 2024 : Centrum voor Construtivisme en Concrete Kunst, Bornem, Antwerpen, Belgique

## Expositions collectives (sélection)
- 2002 : Se-Jong Museum of Art, Séoul, Corée.
- 2003 : MADI International - Centro Cultural Borges, Buenos Aires.
- 2004 : Museo Nacional de Bellas Artes, Neuquén, Argentine.
- 2005 : Museum Madi, Sobral, Brésil.
- 2006 : SupreMaDisme,Tretyakow Museum, Moscou, Russie. / Gaël Bourmaud - Pierre Mavropoulos - Sato Satoru - Museo de Arte Contemporaneo Latino Americano, La Plata, Argentine. / Permanence de l’abstraction géométrique dans les Réalités Nouvelles, Musée Château de Tours, France.
- 2007 : Museum of Geometric and Madi Art, Dallas, États-Unis. / Satoru Sato Art Museum, Tome, Japon.
- 2008 : Buenos Aires-Paris MADI - Maison de l’Amérique Latine, Paris. / Blanco - Museo de Arte Tigre, Tigre, Argentine.
- 2009 : Oblique - Musée du Château des Ducs de Wurtemberg, Montbéliard, France.
- 2010 : MADI International - Centro Cultural Borges, Buenos Aires. / L'Angélus a 150 ans – 150 artistes réinterprètent Jean-Francois Millet, Barbizon, France. / Coleccion MADI, MAGI’900, Museo Bargellini - Pieve di Cento, Bologna, Italie. /  Complementarita MADI Castel dell’Ovo, Napoli, Italie. / Museo d’Arte Contemporanea di Lissone, Italie.
- 2011 : Museo ALT Arte Contemporanea - Alzano Lombardo, Bergamo, Italie. / Conscience Polygonale MADI - CIAC, Carros, France. /  MADI - Carmelo Arden Quin and Co - Musée d’Art et d’Histoire de Cholet, France.
- 2012 : Hommage à Vantongerloo et Noir et Blanc Madi, Sarvisvaara , Suède. /  Farbklänge - Galerie La Ligne, Zürich, Suisse
- 2013 : Sortir du cadre ? - Abbaye de Saint-Florent-le-Vieil, France. / Carmelo Arden Quin - Blanc et Noir - Aller Simple, Longjumeau, France. / Fondation Messmer, Riegel am Kaiserstuhl , Allemagne.
- 2014 : Museo de Arte Contemporaneo Latino Americano, La Plata, Argentine.
- 2015 : Centrum Voor Constructivism, Bornem, Belgique. /  Museo  Civico d’Arte Contemporanea Umbro Appolonio, San Martin di Lupari-Padova, Italie.
- 2016 : We art here #1, Grand Palais, Lille, France. / Art Paris, avec la galerie Wagner, Grand Palais, Paris. / Madi, Pinacoteca Michele de Napoli, Terlizzi, Italie.
- 2017 : MANK Galeria [archive], Szentendre, Hongrie.
- 2018 : Vizivarosi Galeria, Budapest, Hongrie.
- 2019 : Universo MADI, Galeria Odalys, Madrid. / Gaël Bourmaud – Manuel Merida – Yriam Perez – Walter Strack, Espace Meyer Zafra, Paris
- 2020 : Satoru Sato Art Museum, Tome, Japon.
- 2021 : Prealudium, Modern Mütar, MOMU, Vizivarosi Galeria, Hongrie. / Museen in der Kaserne VI – Ludwig Galerie, Saarlouis, Allemagne./ Satoru Sato Art Museum, Tome, Japon.
- 2022 : Modern Mütar, MOMU1 [archive], Balatonfüred, Hongrie./ Museo Nacional de Bellas Artes, Buenos Aires, Argentine.
- 2023 : Tokyo Art Museum, Tokyo, Japon./ Modern Mütar, MOMU, Balatonfüred, Hongrie./ Centro Cultural de La Moneda, Santiago, Chili.

## Collections
- Centre d’Art Contemporain Frank Popper, Marcigny, France
- Modern Gallery Laszlo Vass Collection, Veszprem, Hongrie
- Préfecture de Luleå, Luleå, Suède
- Musée d’Art et d’Histoire de Cholet, France
- Centre International d’Art Contemporain, Carros, France
- Museo di San Martino di Lupari, Padova, Italie
- MAGI’900, Museo Bargellini, Pieve di Cento, Bologne, Italie
- Satoru Sato Art Museum, Tome, Japon
- Museu Madi, Sobral, Brésil
- Mobil Madi Museum, Budapest, Hongrie
- Musée du Château des Ducs de Wurtemberg, Montbéliard, France
- Fondation Jenny et Luc Peire, Knokke, Belgique
- Museo de Arte Contemporaneo Latino Americano, La Plata, Argentine
- MOMÜ - The Szöllösi-Nagy - Nemes Collection, Balatonfüred, Hongrie